# Neutrogena
Neutrogena ― американская компания, которая занимается продажей средств по уходу за кожей, волосами и косметикой, принадлежащей материнской компании Johnson & Johnson, со штаб-квартирой в Лос-Анджелесе, Калифорния. Согласно рекламе продукта на их веб-сайте, продукция Neutrogena распространяется более чем в 70 странах.
Neutrogena была основана в 1930 году Эмануэлем Столароффом и первоначально была косметической компанией под названием Natone. Johnson & Johnson приобрела независимую компанию в 1994 году.
Первоначально компания поставляла товары в универмаги и салоны, которые обслуживали голливудскую киноиндустрию.

## История
В 1930 году Эмануэль Столарофф (1900-1984) основал небольшую компанию под названием Natone. Вскоре это переросло в более крупный бизнес, и он начал расширять его на розничные рынки. Столарофф познакомился с бельгийским химиком Эдмоном Фромоном в 1954 году и приобрел права на распространение в США его запатентованной формулы мягкого прозрачного мыла, которое очищало кожу, не высушивая ее. К тому времени Ллойд Котсен вошел в семью Столарофф, женившись на его дочери Джоанне Столарофф . В 1962 году название компании было официально изменено на Neutrogena Corporation. Котсен стал президентом в 1967 году.
Компания была публично зарегистрирована на бирже NASDAQ в 1973 году с рыночной стоимостью 1,2 миллиона долларов. Котсен начал продавать мыло по двум основным каналам: дерматологи и роскошные отели. Neutrogena удалось избежать любых крупных ценовых войн, как и в других крупных корпорациях того поколения.[требуется цитирование] Компания запустила линейки продуктов в области борьбы с прыщами и против старения. В 1982 году прибыль достигла 3 миллионов долларов США, и Котсен был назначен генеральным директором.
В 1994 году Johnson & Johnson приобрела Neutrogena за 924 миллиона долларов по цене 35,25 доллара за акцию. Международная сеть Johnson & Johnson помогла Neutrogena увеличить продажи и выйти на новые рынки, включая Индию, Южную Африку и Китай. Продукты Neutrogena по премиальным ценам распространяются более чем в 70 странах. Компания имеет крупные дочерние компании в Канаде, Великобритании, Южной Корее и Индии.
В июле 2021 года материнская компания Johnson & Johnson отозвала многие солнцезащитные средства Neutrogena, а также Aveeno, аэрозольные спреи из магазинов в Соединенных Штатах, обнаружив, что бензол, химическое вещество, проверенное на наличие в некоторых образцах, вызывает рак . Далее компания заявила, что бензол не используется в процессе производства распылителей, и начала расследование источника загрязнения.